# Formicophania elegans
Formicophania elegans là một loài ruồi trong họ Tachinidae.